# WXCA
WXCA – polska pracownia architektoniczna z Warszawy, założona w 2007 przez absolwentów Wydziału Architektury Politechniki Warszawskiej: Szczepana Wrońskiego i Wojciecha Condera. Zespół specjalizuje się w opracowywaniu koncepcji i realizacji złożonych projektów zarówno publicznych, jak i komercyjnych, wymagających głębokiej refleksji nad specyfiką miejsca, wielofunkcyjnością planowanego obiektu oraz doskonałego wyczucia kontekstu. Architekci tylko w ostatnich latach wygrali konkursy, w tym międzynarodowe, m.in. na kompleks muzeów na warszawskiej Cytadeli (Muzeum Historii Polski i Muzeum Wojska Polskiego), Muzeum Ziem Wschodnich Dawnej Rzeczypospolitej w Lublinie, Muzeum Powstania Wielkopolskiego w Poznaniu, Muzeum Książąt Lubomirskich we Wrocławiu, rewitalizację Pola Mokotowskiego, rozbudowę Teatru Miejskiego im. Witolda Gombrowicza w Gdyni, zagospodarowanie Bulwarów Wiślanych, przebudowę placu Pięciu Rogów czy przekształcenie Nowej Pragi w przestrzeń przyjazną dla ludzi. Ich realizacje – Muzeum Miejsce Pamięci Palmiry czy Europejskie Centrum Edukacji Geologicznej w Chęcinach były nominowane do nagrody Miesa Van Der Rohe oraz zdobyły uznanie jako najlepsze obiekty użyteczności publicznej (nagroda European Property Awards). W 2019 r. oraz 2023 r. pracownia otrzymała tytuł Budowlanej Firmy Roku przyznawany przez Builder Polska

## Projekty publiczne
Wybrane projekty publiczne autorstwa WXCA, które zdobyły I miejsca w konkursach architektonicznych:
- Muzeum Ziem Wschodnich Dawnej Rzeczypospolitej w Lublinie (inwestor: Muzeum Lubelskie)[2]

- Muzeum Powstania Wielkopolskiego w Poznaniu (inwestor: Wielkopolskie Muzeum Niepodległości)[3]

- Teatr Miejski im. Witolda Gombrowicza w Gdyni (inwestor: Teatr Miejski im. Witolda Gombrowicza w Gdyni)[4]
- Pawilon Polski na EXPO 2020 w Dubaju (inwestor: Polska Agencja Inwestycji i Handlu)[5]
- Rewitalizacja parku Pole Mokotowskie w Warszawie (inwestor: Zarząd Zieleni Miasta Stołecznego Warszawy)[6]
- Muzeum Książąt Lubomirskich we Wrocławiu (inwestor: Zakład Narodowy im. Ossolińskich we Wrocławiu)[7]
- Muzeum Wojska Polskiego na warszawskiej Cytadeli (inwestor: Muzeum Wojska Polskiego)[8]
- Muzeum Historii Polski na warszawskiej Cytadeli (inwestor: Muzeum Historii Polski)[9]
- Ulice Nowej Pragi w Warszawie (inwestor: Urząd Miasta Warszawa)[10]
- Bulwary Wiślane (inwestor: Urząd Miasta Warszawa)[11]
- Teatr im. Stefana Żeromskiego w Kielcach (inwestor: Teatr im. Stefana Żeromskiego)[12]
- Przebudowa rynku w Radomiu (inwestor: miasto Radom)[13]
- Europejskie Centrum Edukacji Geologicznej w Chęcinach (inwestor: Uniwersytet Warszawski)[14]
- Muzeum – Miejsce Pamięci Palmiry (inwestor: Muzeum Historyczne Miasta Stołecznego Warszawy)[15]
- Bałtycki Park Sztuki w Estonii (inwestor: Foundation for the Museum of New Art)[16]
- Odbudowa Pałacu Saskiego, Pałacu Brühla i kamienic przy ul. Królewskiej w Warszawie (inwestor: Pałac Saski)[17]
- Budynek kulturalno-naukowo-dydaktyczny Akademii Muzycznej im. I.J. Paderewskiego w Poznaniu[18]

## Projekty komercyjne
Wybrane projekty komercyjne autorstwa WXCA, które zdobyły I miejsca w konkursach architektonicznych:

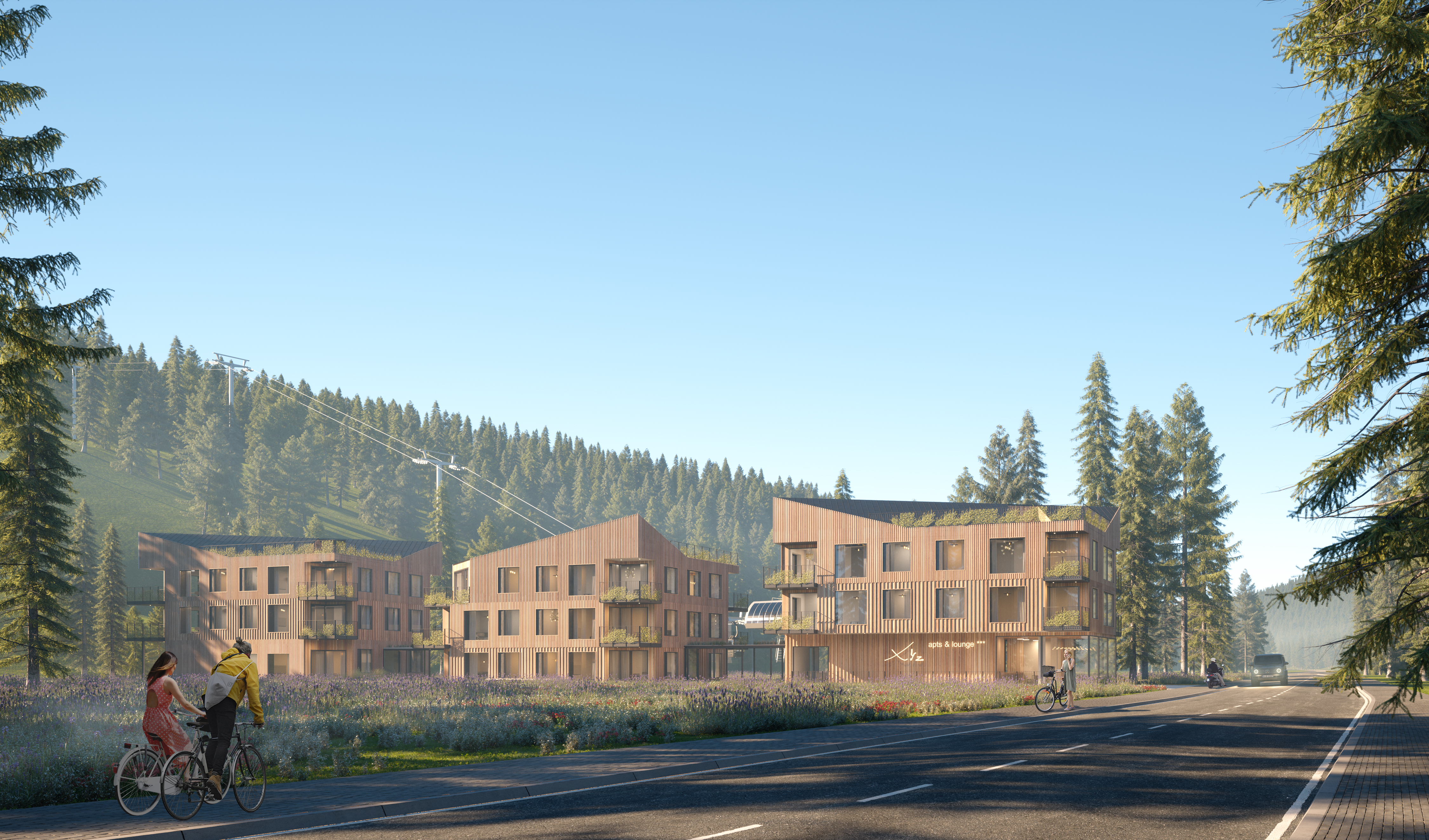
Apartamenty XYZ w Szczyrku, WXCA

- Rewitalizacja Ogrodów Ulricha oraz odbudowa zabytkowych Szklarni w Warszawie (inwestor: INGKA Centres)[19]Apartamenty XYZ w Szczyrku, WXCA
- Apartamenty XYZ w Szczyrku (inwestor: Apartamenty Złoty Widok)[20]

- Biurowiec w Porcie Popowice we Wrocławiu (inwestor: Vantage Development)[21]
- Obiekt biurowy Piękna 2.0 w Warszawie (inwestor: Griffin Real Estate)[22]

## Wybrane nagrody
- nominacja do nagrody Miesa Van Der Rohe za projekt Europejskiego Centrum Edukacji Geologicznej w Chęcinach[23]
- International Property Awards w kategorii Najlepszy obiekt użyteczności publicznej w Europie w 2015 r. za projekt Europejskiego Centrum Edukacji Geologicznej w Chęcinach[24]
- Eurobuild Awards in Architecture 2016 w kategorii „Proekologiczny obiekt sprzyjający komfortowi użytkowania za projekt Europejskiego Centrum Edukacji Geologicznej w Chęcinach[25]
- nominacja do nagrody Miesa Van Der Rohe za projekt Muzeum – Miejsce Pamięci Palmiry[26]
- European Property Awards w kategorii Best Public Service Architecture in Poland 2011 za projekt Muzeum – Miejsce Pamięci Palmiry[27]

- Grand Prix Leonardo 2011 na Międzynarodowym Biennale Młodych Architektów LEONARDO 2011 w Mińsku za projekt Muzeum – Miejsce Pamięci Palmiry[28]

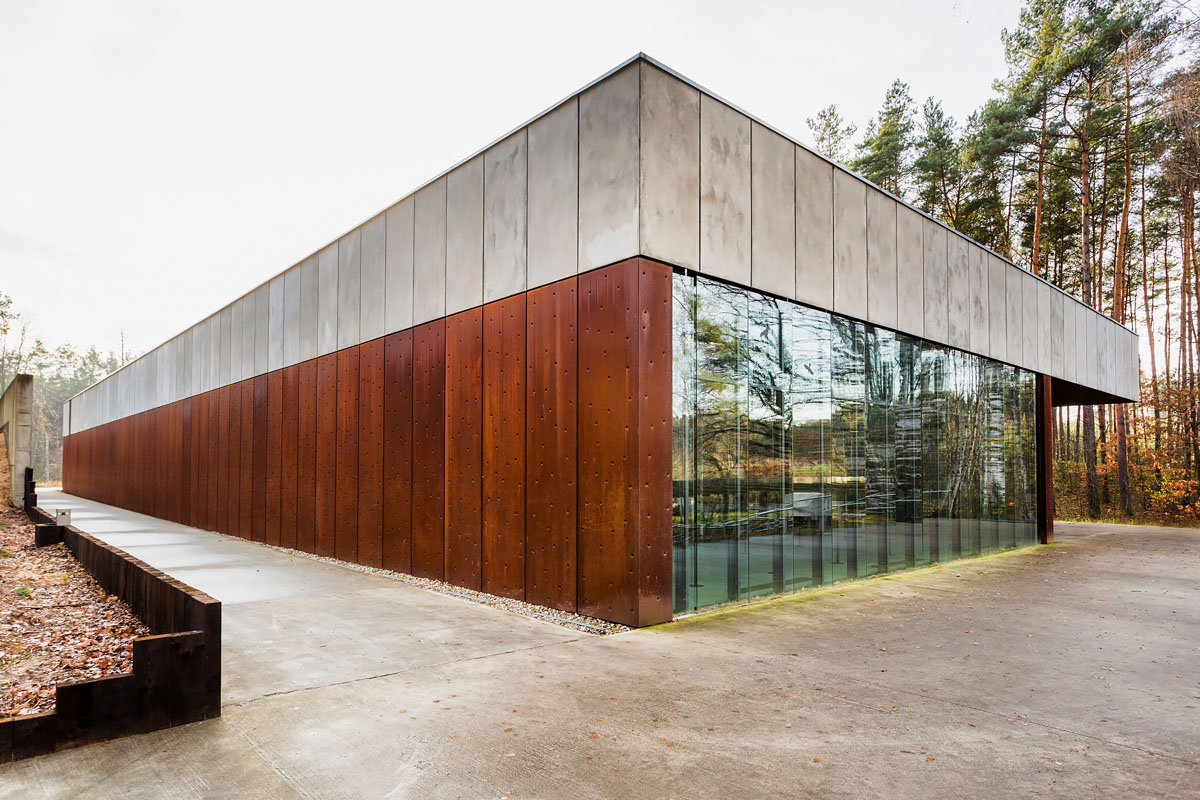
Muzeum Miejsce Pamięci Palmiry, WXCA

- Grand Prix w kategorii Projekty na Międzynarodowym Biennale Młodych Architektów LEONARDO 2019 w Mińsku za projekt Muzeum Książąt Lubomirskich we Wrocławiu[29]

- nagroda Lazara Khidekela za innowacyjne i ekologiczne rozwiązania w architekturze na Międzynarodowym Biennale Młodych Architektów LEONARDO 2019 w Mińsku za projekt Pawilonu Polski na EXPO 2020[29]
- II nagroda w kategorii Obiekty publiczne, przemysłowe i budynki na Międzynarodowym Biennale Młodych Architektów LEONARDO 2019 w Mińsku za projekt Apartamenty XYZ w Szczyrku[29]
- Złoty medal w kategorii Urban planning and layout na Międzynarodowym Biennale Architektury 2015 w Krakowie za projekt Bulwaru Filadelfijskiego w Toruniu[30]
- Złoty medal w kategorii Public and industrial complexes and buildings na Międzynarodowym Biennale Architektury 2015 w Krakowie za projekt Bałtyckiego Parku Sztuki w Parnawie w Estonii[30]
- Złoty medal w kategorii Residentail multi-storey houses na Międzynarodowym Biennale Architektury 2015 w Krakowie za projekt Portu Praskiego oraz Zespołu Mieszkalno-Usługowego Centrum 50+ w Gliwicach[30]
- Nagroda Architektoniczna Prezydenta m.st. Warszawy X edycji w kategorii Architektura użyteczności publicznej 2023 za projekt nowej siedziby Muzeum Wojska Polskiego w Warszawie[31]
- TOP Builder 2024 za projekt Muzeum Wojska Polskiego oraz Muzeum Historii Polski w Warszawie[32].